# Parti républicain, radical et radical-socialiste
Der Parti républicain, radical et radical-socialiste (deutsch „Republikanische, radikale und radikal-sozialistische Partei“) von 1901, kurz Parti radical, war eine republikanische, liberale und linksbürgerliche französische Partei, aus der ähnlich benannte Abspaltungen hervorgegangen sind. Im Deutschen spricht man oft, vor allem für die Zeit der Dritten Republik (bis 1940), von den „Radikalsozialisten“. Das radical im Namen bezieht sich historisch auf die Ablehnung der Monarchie und die Befürwortung der Werte der Französischen Revolution (siehe auch Radikalismus). Der Namensteil „radikal-sozialistisch“ geht auf ein Bündnis der radikalen Republikaner mit Reformsozialisten um Jean Jaurès zurück. Im Gegensatz zu Sozialisten marxistischer Prägung war die Parti radical aber eine bürgerliche Partei, die entschieden für Privateigentum und Freihandel eintrat.
Sie war die erste landesweit auftretende moderne Massenpartei Frankreichs, wo bis dahin Zusammenschlüsse einzelner parlamentarischer Gruppen vorherrschten. Bis 1936 bildete sie die stimmenstärkste Kraft der gemäßigten Linken und stellte noch in der Vierten Republik (bis 1958) mehrere Premierminister. Bekannte radikale Premierminister waren Georges Clemenceau, Édouard Herriot, Édouard Daladier und Pierre Mendès France.
Seit den 1960er-Jahren war sie eine weniger bedeutende Kleinpartei, die von der linken zur rechten Mitte übergegangen war. 1972 spaltete die Partei sich an der Frage, ob man bei der Präsidentschaftswahl 1974 gemeinsam mit den Kommunisten den Sozialisten Mitterrand unterstützen sollte. Die Befürworter der Idee wurden zum Mouvement de la gauche radicale-socialiste (später Parti radical de gauche). Der verbleibende Rumpf der Partei unter Jean-Jacques Servan-Schreiber, der eher Bündnisse mit den bürgerlichen Parteien anstrebte, war rechtlich identisch mit der historischen Parti radical, wurde aber zur Unterscheidung oft als Parti radical valoisien bezeichnet (nach ihrem Sitz am Place de Valois in Paris).
Im Jahr 2017 fusionierten die beiden Nachfolgeparteien zum Mouvement radical. Dieses nahm im Dezember 2021 (nachdem die PRG die Fusion rückgängig gemacht hatte) wieder den historischen Namen Parti républicain, radical et radical-socialiste an.

## Vorgeschichte
Den Begriff „Radikale“ benutzten nach 1830 die Anhänger der Julimonarchie, um die Republikaner politisch ins Abseits zu stellen. Ab 1835 bezeichneten sich die Republikaner zunehmend selbst als Parti radical, die Eigenbezeichnung republikanisch war in dieser Epoche verboten. Gemäß dem Selbstverständnis seiner Vertreter war der Radikalismus 1842 „die Lehre der Erneuerung, die zur Grundlage das Gewissen und die Vernunft nimmt“ (cette doctrine d'innovation qui prend pour la base la conscience et la raison); die Radikalen sahen sich damals – im Unterschied zu den Liberalen und anderen Anhängern moderater Reformen – als Vorkämpfer einer grundlegenden Erneuerung der politischen Institutionen.
Auch im Second Empire profilierten sich die Radikalen als Opposition, so mit dem Programm von Belleville (1869), das vom späteren Premierminister Léon Gambetta unterstützt wurde.
Nach dem Deutsch-Französischen Krieg 1870/71 und der Ausrufung der Dritten Republik trennten sich die Republikaner in verschiedene Strömungen und Fraktionen. Den moderaten oder „opportunistischen“ Republikanern standen die radikalen oder „unnachgiebigen“ (intransigeants) gegenüber. In der 1871 gewählten verfassunggebenden Nationalversammlung saß der radikale Flügel der Republikaner in der Fraktion Union républicaine, geführt von Léon Gambetta. Als sich diese jedoch den moderaten Republikanern annäherte, spaltete sich 1876 die Extrême gauche unter Louis Blanc, Désiré Barodet und Georges Clemenceau ab. Eine zweite radikale Abspaltung von der Union républicaine Gambettas war 1881 die Fraktion Gauche radicale, die anders als die Extrême gauche zeitweilig mit Regierungen der gemäßigten Republikaner zusammenarbeitete. Nach den Wahlen 1885, bei denen die Radikalen hinzugewannen, waren mit René Goblet (1886–87) und Charles Floquet (1888–89) erstmals Vertreter dieser Fraktion Premierminister, sie regierten in Bündnissen mit den gemäßigten Republikanern. Die Fraktion Extrême gauche nahm 1892–93 vorübergehend und ab 1895 dauerhaft den Namen Groupe radical-socialiste an.

## Dritte Republik bis zum Ersten Weltkrieg
Um die Jahrhundertwende formierten sich die Radikalen als eine wirtschaftlich und sozial eher zentristisch eingestellte, antiklerikale, antimonarchistische und somit (radikal)republikanische ideologische Bewegung. Radikale Gruppen erreichten bei den Wahlen von 1898 bereits 24 Prozent. Nach der Revision des Dreyfus-Verfahrens und dem gescheiterten rechten Putschversuch Paul Déroulèdes im Februar 1899 bildeten Radikale und der antiklerikale Flügel der gemäßigten Republikaner von 1899 bis 1902 eine „Regierung der Verteidigung der Republik“ unter Ministerpräsident Pierre Waldeck-Rousseau. In dieser Zeit wurde die tägliche Arbeitszeit auf 11 Stunden beschränkt sowie die Frauen- und Kinderarbeit reguliert. Eine Unterwerfung der Kirche unter das neue Vereinsrecht wurde von der Kammer abgelehnt. 1901 verabschiedete das Parlament ein Gesetz, das die Existenz von Ordensgemeinschaften von einer gesetzlichen Zulassung abhängig machte. Dies schuf einen Hebel zur Auflösung von kirchlichen Gemeinschaften.
Der Parti républicain, radical et radical-socialiste wurde 1901 gegründet. Heute ist er unter der Bezeichnung Parti radical historique bekannt. Er wurde seinerzeit häufig nur als Parti radical socialiste (PRS, dt. „Radikale Sozialistische Partei“) bezeichnet und entstand aus dem Zusammenschluss mehrerer linker und zentristischer Strömungen als Folge der Dreyfus-Affäre. In den politisch extrem instabilen Zeiten bis zum Ende der Dritten Republik 1940 stellte die Partei in rasch wechselnden Kabinetten 31-mal den Premierminister.
Bei den Wahlen von 1902 siegte der „Linksblock“ (bloc des gauches) aus Radikaler Partei, Waldeck-Rousseaus gemäßigt-republikanischer Alliance républicaine démocratique und Sozialisten. Diese Allianz stellte anschließend die Regierung unter Führung des Radikalsozialisten  Émile Combes. Im selben Jahr wurden 3000 staatlich nicht genehmigte kirchliche Schulen geschlossen und die Besoldung der Bischöfe durch die Regierung eingestellt, im Folgejahr wurden alle Ordensgemeinschaften aufgelöst. 1905 kam es mit dem „Loi Combes“ zur völligen Trennung von Staat und Kirche. Sämtliches Eigentum an Kirchen und Gebäuden ging an den Staat. 2500 kirchliche Schulen wurden geschlossen, Kruzifixe wurden aus öffentlichen Gebäuden entfernt, der Religionsunterricht an staatlichen Schulen abgeschafft. Federführend bei der Vorbereitung des Gesetzes war der mit der diesbezüglichen Ausschussführung beauftragte Sozialist Aristide Briand.

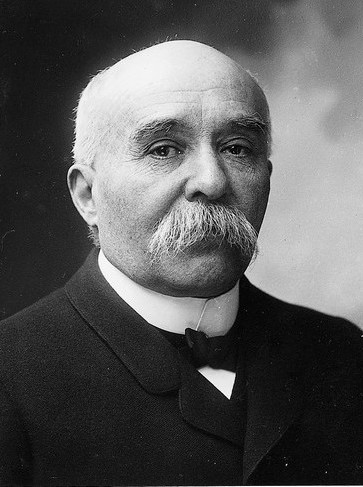
Georges Clemenceau, Premierminister 1906–09 und 1917–20

Von 1906 bis 1909 führte Georges Clemenceau die Regierungen, der den Radikalen nahestand, ohne Parteimitglied zu sein. Unter Clemenceau näherten sich Frankreich und Großbritannien an, was 1907 in der „Entente cordiale“ zum Ausdruck kam. Überdies wurden die Weichen für die Einführung der Einkommensteuer durch Clemenceaus Finanzminister Joseph Caillaux gestellt. Auf Clemenceau folgte als Premierminister der „unabhängige Sozialist“ Aristide Briand. Dieser war 1906 als Minister in eine bürgerliche Regierung eingetreten und daher aus der Sozialistischen Partei (SFIO) ausgeschlossen worden. 
Bei der Parlamentswahl 1910 verdoppelten die Radikalen ihre Sitzzahl und wurden mit Abstand stärkste Kraft. Allerdings saßen ihre Abgeordneten weiterhin in zwei verschiedenen Fraktionen: der linke Flügel in der Groupe radical-socialiste, der eher zur Mitte tendierende in der Gauche radicale. Durch den gleichzeitigen Vormarsch der sozialistischen SFIO rückte das politische Spektrum nach links (Sinistrisme) und die Parti radical wanderte in die Mitte des Parlaments. Alle Regierungen der folgenden Jahre stützten sich maßgeblich auf die Parti radical, auch wenn sie nicht immer den Premierminister stellte. Unter dem Vorsitz Joseph Caillaux’ beschloss die zuvor nur locker organisierte Partei 1913 auf ihrem Kongress in Pau eine straffere Struktur. Dazu gehörte auch die Pflicht für ihre Abgeordneten, einer gemeinsamen Fraktion anzugehören. Ein Teil der Abgeordneten wollte jedoch ihre Unabhängigkeit bewahren und blieb in der separaten Fraktion Gauche radicale. Sie trennten sich dadurch von der Parteiorganisation und wurden Radicaux indépendants („unabhängige Radikale“) genannt.
Im Vorfeld des Ersten Weltkriegs und zu Kriegsbeginn spielte der konservative Staatspräsident Raymond Poincaré von der Alliance Démocratique die dominierende Rolle. Unter Poincaré war als Antwort auf die deutsche Aufrüstung 1913 die Dienstzeit der Wehrpflichtigen in der französischen Armee auf drei Jahre verlängert worden. Während des Krieges beteiligte sich die Radikale Partei an der nationalen Allparteienregierung, der Union sacrée. Der „unabhängige Radikale“ Georges Clemenceau war von November 1917 bis Januar 1920 Premierminister während der Endphase des Krieges und unmittelbaren Nachkriegszeit.

## Zwischenkriegszeit

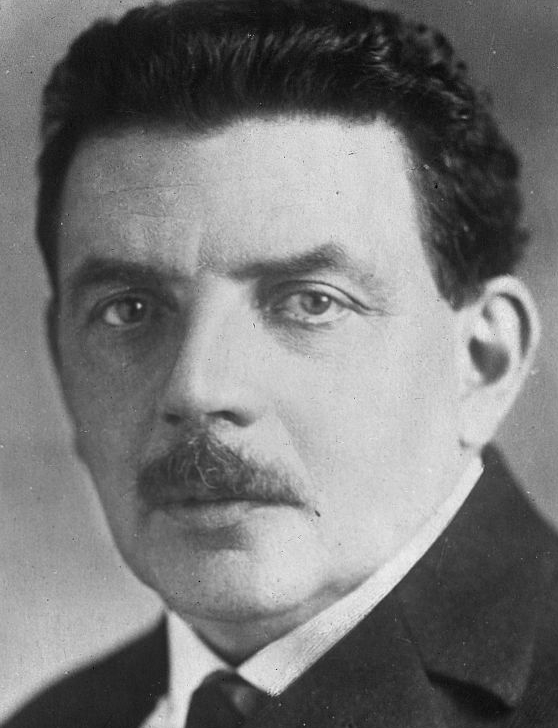
Édouard Herriot, der am längsten amtierende Parteivorsitzende in der Geschichte des Parti radical (1919–26, 1931–36 und 1945–57)

Nach dem Ersten Weltkrieg konnten die Konservativen 1919 mit Hilfe „Unabhängiger Radikaler“, die keine linken Mehrheiten stützen wollten, die absolute Stimmenmehrheit sowie 70 % aller Parlamentssitze gewinnen. Das parlamentarische Bündnis nannte sich „Bloc national“. Erstmals seit der Jahrhundertwende war es den Konservativen wieder möglich, eine ganze Legislaturperiode sowohl die Kammer als auch die Regierung zu dominieren. Die Nachkriegsjahre waren im Sinne der „Union sacrée“ von einer betont nationalen Einheitshaltung geprägt, weshalb die Radikalen (im Gegensatz zu den Sozialisten) auch die Regierung stützen.
Die Regierung Poincaré II (15. Januar 1922 bis 29. März 1924) ließ im Januar 1923 wegen Zahlungsproblemen bei den deutschen Reparationen das Ruhrgebiet besetzen. Aus Ablehnung dieser Besetzung kam es zu einer Annäherung von Radikalen und Sozialisten, was 1924 zu einem Linksbündnis führte, das von Gruppen wie der Liga für Menschenrechte vorbereitet worden war. Gemeinsam mit den Sozialisten gewann die Radikale Partei im Rahmen dieses Cartel des gauches bei der Wahl im Mai 1924 die Parlamentsmehrheit. Mit nur 38 Prozent der Stimmen verfügte diese Allianz trotzdem über eine parlamentarische Mehrheit. Die sozialistische SFIO stellte jedoch im Rahmen des Kartells keine Regierungsmitglieder, das Bündnis war ein parlamentarisches. In diesem Zeitraum wurden die Truppen aus dem Ruhrgebiet abgezogen und die Sowjetunion diplomatisch anerkannt. Im Rahmen der Verträge von Locarno wurde Deutschland in den Völkerbund aufgenommen und das Verhältnis zwischen Deutschland und Frankreich entspannte sich.
Wegen innerer Streitereien im „Cartel des gauches“ – es kam zum Bruch zwischen Radikalen und Sozialisten – bildete im Juli 1926 wieder der Konservative Poincaré seine vierte Regierung. Im Rahmen der bestehenden parlamentarischen Mehrheiten wurde das möglich, weil die Radikalen die Seiten wechselten. Diese als Union nationale bezeichnete breite Regierung von den Radikalen bis zur nationalistischen Fédération républicaine bestand bis 1929.
1928 wandten sich die Radikalen wieder der SFIO zu, es kam zur Wiederbelebung des Cartel des gauches für die Parlamentswahlen im April 1928. Das Kartell verlor relativ wenige Stimmen, die Mehrheitsverhältnisse wurden jedoch durch die Wahlarithmetik zu Gunsten der Konservativen umgekehrt.

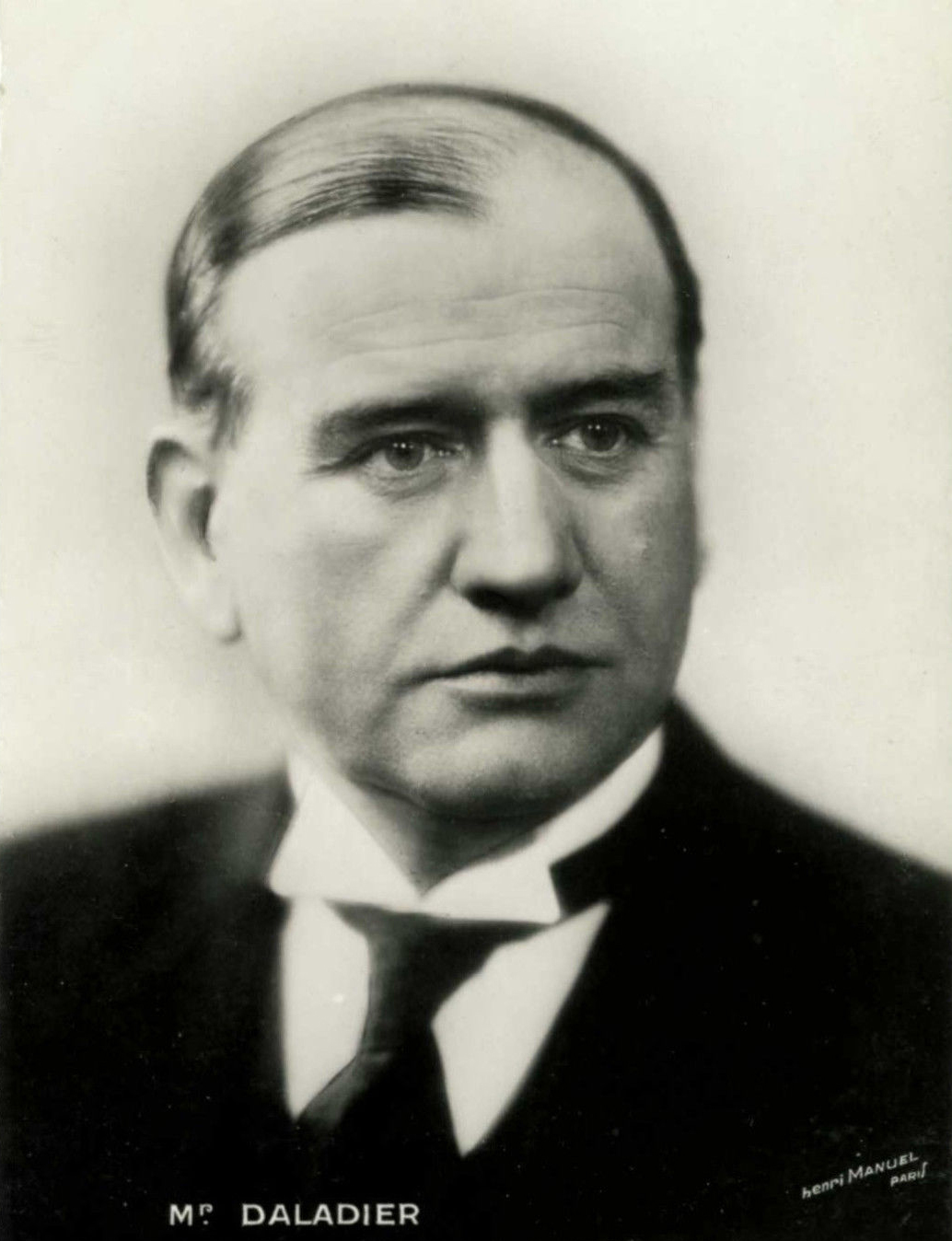
Édouard Daladier, Parteivorsitzender der Radikalen 1927–31, 1936–39 und 1957–58; zwischen 1933 und 1940 dreimal Premierminister

Im Mai 1932 errang das Cartel des gauches unter Édouard Herriot als Bündnis aus Radikalen mit der SFIO und kleineren sozialistischen Gruppen 46 Prozent der Stimmen. Die Mehrheit war wegen der inneren Zersplitterung des Cartel des gauches jedoch fragil. Der kommunistische Parti communiste français (PCF) war nach wie vor nicht Teil des Kartells. Bereits im Dezember 1932 trat Herriot im Streit um die interalliierten Kriegsschulden zurück, es folgten mehrere kurzlebige Kabinette, die alle an den Herausforderungen der Weltwirtschaftskrise scheiterten. Nach Unruhen der rechtsextremen Ligen am 6. Februar 1934 kam, obwohl eine linke Mehrheit in der Kammer weiter möglich war, wieder eine Union nationale unter Beteiligung der Radikalen, die einmal mehr die Seiten wechselten, an die Macht.
Mit dem Parti radical-socialiste Camille Pelletan (PRS-CP, „Radikal-sozialistische Partei Camille Pelletan“), spaltete sich 1934 der linke Flügel vom Parti radical ab, weil er nicht mit der Bildung einer Mitte-rechts-Koalition unter Gaston Doumergue einverstanden war. Die Splitterpartei konnte sich allerdings nicht dauerhaft im französischen Parteiensystem etablieren und verschwand mit dem Ende der Dritten Republik wieder.
Bei den Parlamentswahlen vom 26. April und 3. Mai 1936 siegte der „Front populaire“ bestehend aus Radikalen, SFIO und PCF. Letztere stellte keine Minister in der Regierung, unterstützte das Bündnis jedoch im Parlament, wo die Volksfront mit 57 Prozent der Stimmen eine solide Mehrheit hatte. Zum ersten Mal erreichten die SFIO mehr Stimmen als die Radikale Partei, wodurch Léon Blum zum ersten sozialistischen Premier Frankreichs wurde. Die Regierung setzte zahlreiche Sozialreformen um. Zum ersten Mal waren (drei) Frauen in der Regierung. Vincent Auriol war Finanzminister; Charles Spinasse (beide SFIO) Wirtschaftsminister. Die Regierung wollte – im keynesianischen Sinne – die Wirtschaft durch Konsum ankurbeln. 
Wegen der neutralen Haltung im Spanischen Bürgerkrieg, die von den Radikalen, aber auch von Großbritannien eingefordert wurde, kam es zum Zerwürfnis mit der PCF. Von Juni 1937 bis März 1938 war mit Camille Chautemps wieder ein Mitglied der Parti radical Premierminister. Blums zweite Amtszeit – 13. März bis 8. April 1938 – währte weniger als einen Monat. Er trat zurück, nachdem der – konservativ dominierte – Senat ihm volle finanzielle Freiheiten verweigert hatte.
Bis kurz zum Ende der Republik kam es zu einer Regierung unter dem Radikalen Édouard Daladier. Diese Regierung folgte vorerst der Appeasement-Politik Chamberlains, was in der Unterstützung des Münchner Abkommens vom September 1938 mündete. Am 3. September 1939 wurde Deutschland der Krieg erklärt.

## État français und Provisorische Regierung
Unter dem Eindruck der katastrophalen politischen Instabilität im Vorfeld des Krieges, die auch für die Niederlage vom Juni 1940 verantwortlich gemacht wurde, stimmte die Nationalversammlung im Juli 1940 in Vichy mit 569 zu 80 Stimmen für das Ende der Dritten Republik. Damit war der État français an Stelle der Republik entstanden und der Weg frei für die Ermächtigung Marschall Pétains als Chef d’État. Die überwiegende Mehrheit der radikalen Abgeordneten stimmte für die Ermächtigung, einige jedoch dagegen. Einige der Pétain-Gegner, z. B. Édouard Daladier, Pierre Mendès France, Jean Zay, flohen anschließend auf dem Passagierdampfer Massilia nach Nordafrika.
An der provisorischen Regierung unter Charles de Gaulle war die Radikale Partei von September 1944 bis November 1945 mit vier Ministern beteiligt (u. a. Jules Jeanneney als Ministre d’État, Pierre Mendès France für Volkswirtschaft). Mendès France trat jedoch bereits im April 1945 wegen Uneinigkeit über die Ausrichtung der Wirtschaftspolitik zurück. An de Gaulles zweitem Kabinett waren die Radikalen nicht beteiligt.

## Vierte Republik

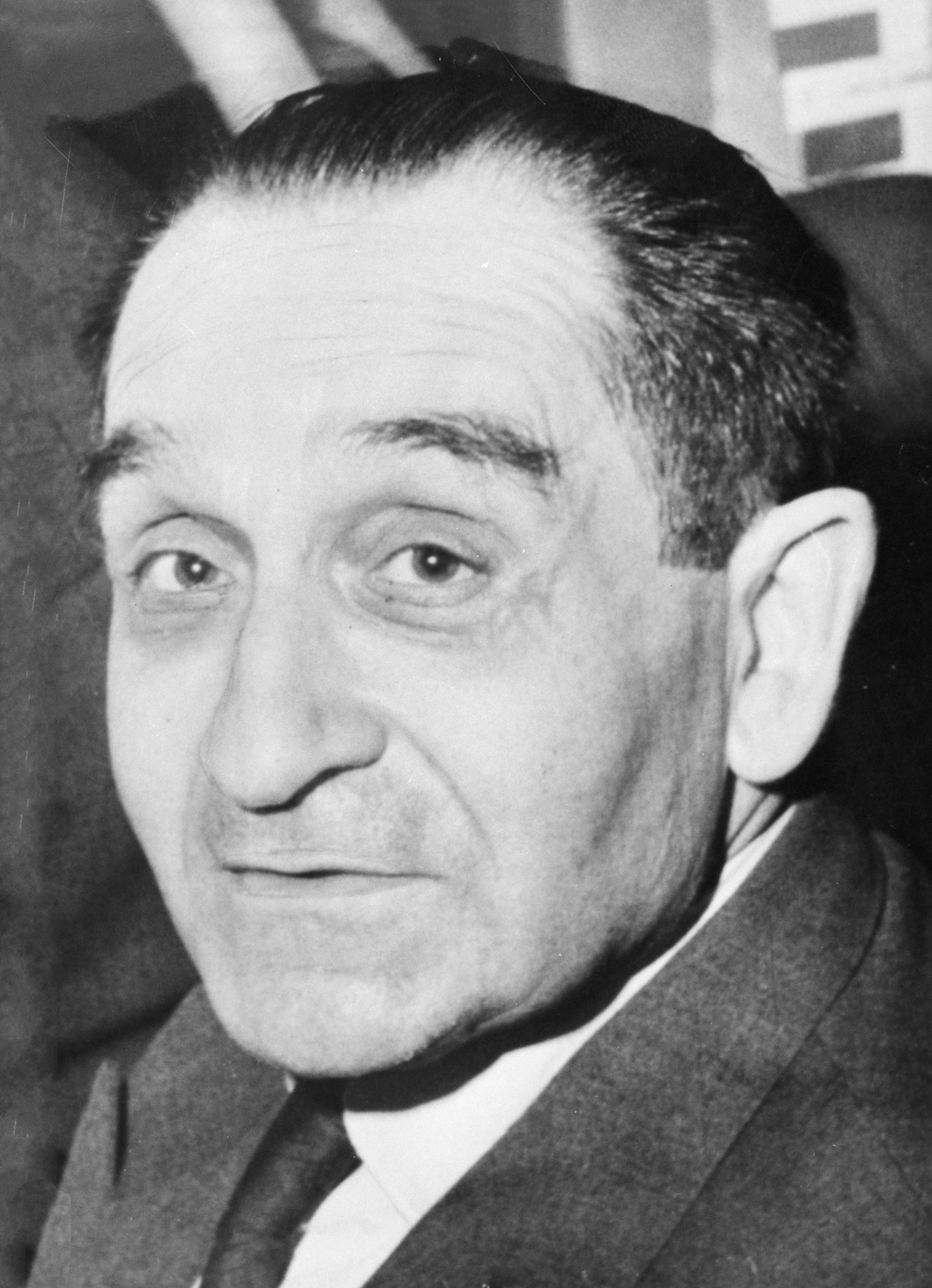
Pierre Mendès France, Premierminister 1954–55

In der vierten Republik (1946–1958) waren die Radikalen zwar eine wichtige Partei, konnten aber an ihre Dominanz der Vorkriegszeit nicht mehr anschließen. In den rasch wechselnden Kabinetten zwischen 1947 und 1958 stellten sie zwölf Mal (öfter als alle anderen Parteien) den Premierminister. Sie kandidierten stets gemeinsam mit der Union démocratique et socialiste de la Résistance (UDSR) – die aus dem antikommunistischen Teil des Widerstands hervorgegangen war – im Parteienbündnis Rassemblement des gauches républicaines, das trotz seines Namens nicht links, sondern eher in der rechten Mitte des politischen Spektrums verortet wurde.
Ab 1947 waren die Radikalen als Teil der Troisième Force („dritte Kraft“), die sich als Gegenkraft zu Kommunisten und Gaullisten bildete, permanent an der Regierung beteiligt. Ihre Koalitionspartner waren neben der UDSR die sozialistische SFIO, die christdemokratischen Volksrepublikaner und die liberal-konservativen unabhängigen Republikaner. Dieses Bündnis konnte sich 1951 nicht zuletzt durch eine kreative Wahlrechtsreform im Vorfeld der Parlamentswahlen die Mehrheit sichern. Vertreter der Radikalen wie Maurice Faure gehörten zu den Vorkämpfern der europäischen Integration, die Europäische Verteidigungsgemeinschaft war jedoch auch innerhalb der Partei umstritten.
Unter dem radikalen Premier Pierre Mendès France (1954–1955), der den französischen Kolonialismus ablehnte, kam es mit Rückendeckung durch den gemäßigt konservativen Präsidenten René Coty zur Beendigung des Krieges in Indochina und zur Entlassung der nordafrikanischen Protektorate Tunesien und Marokko in die Unabhängigkeit. Auf einem außerordentlichen Parteitag im Mai 1955 übernahm  Mendès France die Parteiführung (formal war Édouard Herriot Vorsitzender auf Lebenszeit) und versuchte, die Parti radical nach links zu rücken. Für die Wahlen im Januar 1956 bildete sich die Front républicain aus SFIO, Radikalen, UDSR und Linksgaullisten. Edgar Faure und der rechte Parteiflügel lehnten dieses Bündnis jedoch ab und bildeten mit den bürgerlichen Parteien MRP und CNIP ein Mitte-rechts-Bündnis. Faure wurde deshalb aus der Parti radical ausgeschlossen. Die Front républicain erhielt zwar weniger Stimmen als Faures Mitte-rechts-Bündnis, konnte aber mit Unterstützung der PCF die Regierung bilden.
Wegen Uneinigkeit in der Algerienfrage spaltete sich im Oktober 1956 ein Teil der Radikalen (um Henri Queuille und André Marie), der für den Verbleib Algeriens bei Frankreich eintrat, von der Partei ab und bildete das Centre républicain. Die Verhältnisse waren besonders wegen des seit 1954 entbrannten Algerienkriegs extrem instabil, was 1958 zur Rückkehr De Gaulles an die Macht führte. Dieser stimmte nach der Krise und dem Putschversuch im Mai 1958 auch ein Teil der Radikalen zu. Beim Verfassungsreferendum, das zur Gründung der Fünften Republik führte, empfahl die Parti radical, mit ja zu stimmen. Pierre Mendès France, ein entschiedener Gegner de Gaulles und der neuen Verfassung, trat daraufhin aus der Partei aus.

## Fünfte Republik
Bei den Parlamentswahlen 1958 fuhr die Rechte mit 46 % den größten Wahlsieg seit 1902 ein, die Linke verlor über vier Prozentpunkte. Erstmals seit 1924 verlor Mitte-links (kommunistische PCF, sozialistische SFIO und Radikale) die absolute Stimmenmehrheit an Mitte-rechts. Die Radikalen traten als eigenständige Kraft an und erreichten 8,4 %. In der ersten Regierung der Fünften Republik – dem Kabinett Debré – waren die Radikalen kurzzeitig von Januar bis Mai 1959 mit Jean Berthoin als Innenminister vertreten. Dann gingen sie in die Opposition. In der anfangs völlig gaullistisch dominierten Fünften Republik spielten sie keine wesentliche Rolle mehr. Als selbstständige Partei traten die Radikalen zum letzten Mal zur Parlamentswahl 1962 an und erreichten 7,8 % der Stimmen.
Zur Präsidentschaftswahl 1965 unterstützten die Radikalen den gemeinsamen Kandidaten der Linken (einschließlich der PCF), François Mitterrand, der beachtliche 45 % erreichte, aber de Gaulle unterlag. Bei den Parlamentswahlen von 1967 und 1968 integrierte sich die Radikale Partei in die „nicht-kommunistische Linke“ der Fédération de la gauche démocrate et socialiste (FGDS), unter anderem mit der SFIO und Mitterrands Convention des institutions républicaines (CIR; hervorgegangen aus der UDSR). Bei den Wahlen 1967 erreichte die FGDS 19 % und 1968 noch 16,5 % der Stimmen. Das Bündnis FGDS löste sich noch 1968 auf. Zur Präsidentschaftswahl 1969 unterstützte der Parti radical den Christdemokraten Alain Poher vom Centre démocrate, der im zweiten Wahlgang dem Gaullisten Georges Pompidou unterlag.

## Spaltung und Nachfolge

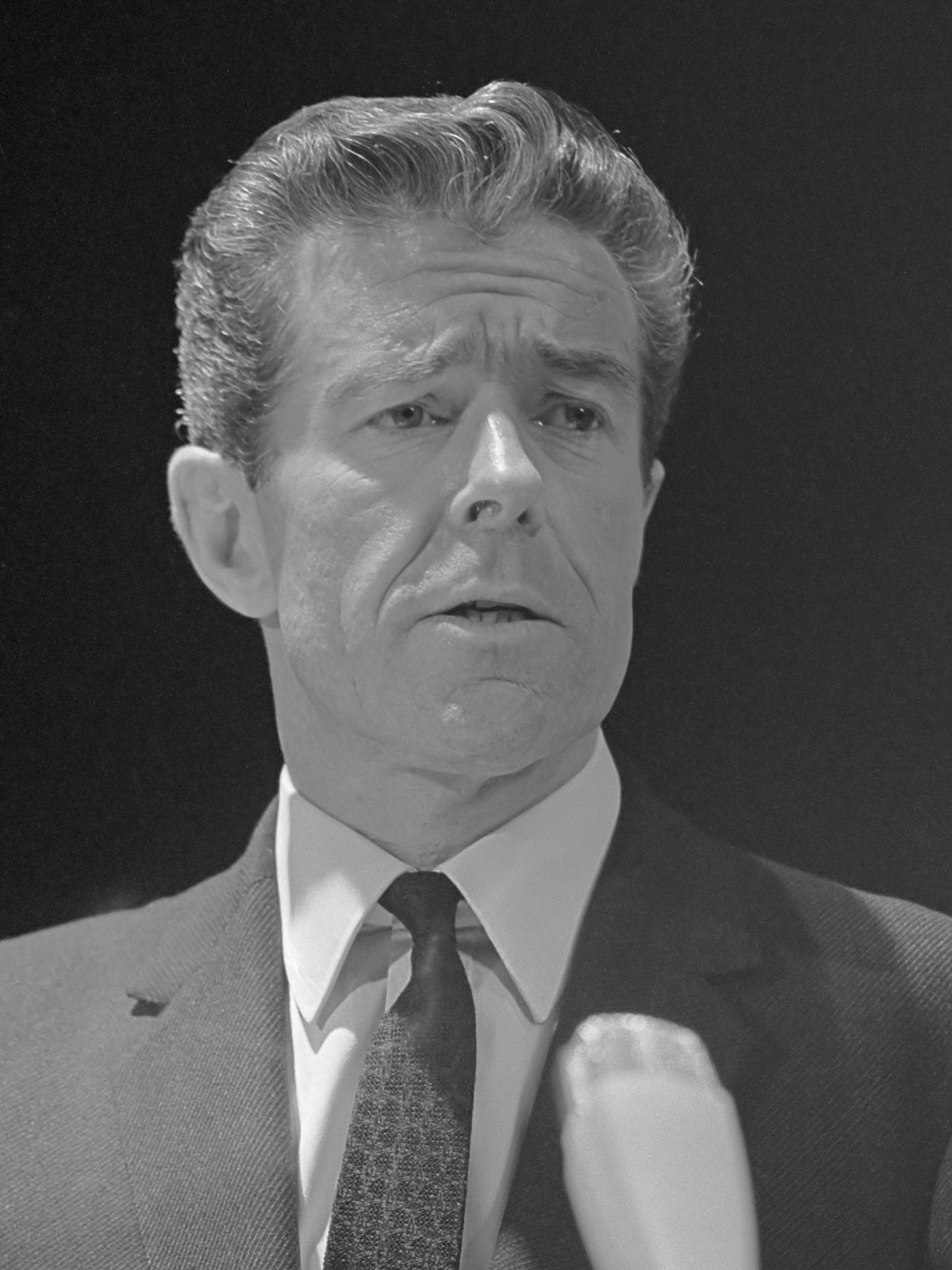
Jean-Jacques Servan-Schreiber, letzter Parteivorsitzender vor der Spaltung

1971 wurde der Journalist Jean-Jacques Servan-Schreiber (bekannt als „JJSS“), Herausgeber des Nachrichtenmagazins L’Express, zum Vorsitzenden des Parti radical gewählt. Dieser strebte zusammen mit dem Christdemokraten Jean Lecanuet (Centre démocrate) ein Bündnis der reformorientierten, nicht-gaullistischen bürgerlichen Gruppierungen an. Dieses im November 1971 gegründete Mouvement réformateur sollte eine Alternative zu den Gaullisten einerseits und dem linken Lager andererseits sein. Dies führte zur Spaltung, da der linke Flügel der Radikalen stattdessen im Rahmen der von François Mitterrand initiierten Union de la gauche zusammen mit Sozialisten und Kommunisten zu den anstehenden Parlamentswahlen antreten wollte. Die Mehrheit der Delegierten auf dem Parteitag der Radikalen Partei am 26. Juni 1972 stellte sich jedoch hinter Servan-Schreiber. Dennoch unterzeichnete Robert Fabre vom linken Flügel des Parti radical am 12. Juli 1972 mit Mitterrand (PS) und Georges Marchais (PCF) das gemeinsame Regierungsprogramm der Linken (programme commun).
Anschließend spaltete sich am 4. Oktober 1972 das Mouvement de la gauche radicale-socialiste (MGRS, „Bewegung der radikal-sozialistischen Linken“) unter Führung Fabres und des ehemaligen Parteivorsitzenden Maurice Faure vom Parti radical ab. Das MGRS benannte sich später in Parti radical de gauche (PRG, „Linke Radikale Partei“) um und fungierte in den folgenden vier Jahrzehnten zumeist als kleiner Partner der Sozialisten.
Der verbliebene Rumpf des Parti radical behielt zwar den Namen und die juristische Persönlichkeit der historischen Radikalen Partei von 1901, wird aber meistens nach der Adresse ihres Hauptquartiers in der rue de Valois als Parti radical valoisien bezeichnet. Er steht ideologisch im Gegensatz zur Parteigeschichte dem rechts-bürgerlichen Lager deutlich näher. Von 1978 bis 2002 war der Parti radical valoisien Teil der bürgerlich-zentristischen Union pour la démocratie française (UDF), die den Staatspräsidenten Valéry Giscard d’Estaing unterstützte. Von 2002 bis 2011 war sie assoziierte Partei (unter Wahrung ihrer juristischen Eigenständigkeit) der Union pour un mouvement populaire (UMP) von Jacques Chirac und Nicolas Sarkozy. Von 2012 bis 2017 war er Teil des zentristischen Parteienbündnisses Union des démocrates et indépendants (UDI).
Im Senat bestand auch nach der Spaltung des historischen Parti radical die Fraktion Gauche démocratique fort (ab 1989 unter dem Namen Rassemblement démocratique européen, RDE, ab 1995 Rassemblement démocratique et social européen, RDSE), der bis 2011 Senatoren sowohl des Parti radical de gauche als auch des Parti radical valoisien angehörten. Nach den Umbrüchen im französischen Parteiensystem, die in der Präsidentschafts- und Parlamentswahl 2017 zutage traten, näherten sich Parti radical de gauche und Parti radical valoisien wieder an. Sie fusionierten im Dezember 2017 zum Mouvement radical (social libéral). Die PRG verließ jedoch im März 2019 das Mouvement radical wieder, das anlässlich des 120. Gründungsjubiläums der historischen Partei im Dezember 2021 wieder den Namen Parti républicain, radical et radical-socialiste oder Parti radical annahm.

## Ideologie
Der Radikalismus ist eine für den deutschsprachigen Raum schwer kategorisierbare ideologische Ausprägung des Liberalismus, weil er die politische Stoßrichtung des linken Bürgertums darstellt. Das radikale Bürgertum ist in Frankreich seit der Französischen Revolution von 1789 fester Bestandteil des politischen Lebens. Es war überdies federführend bei den Erhebungen von 1830 und 1848 sowie wichtiger Bestandteil der Pariser Kommune von 1871. In Deutschland und Österreich entspricht der Radikalismus am ehesten dem Linksliberalismus. Wie in Frankreich so spielten auch in der Schweiz die Radikalen lange Zeit eine wichtige politische Rolle, so etwa im Zuge der Regeneration. In Frankreich hatte das radikale Bürgertum eine viel längere Lebensdauer. Es war um 1900 stärkste politische Kraft im Lande und bis zur Mitte des 20. Jahrhunderts fester Teil der politischen Parteienlandschaft.
Mit der Bezeichnung ‚radikal‘ wird die völlige Ablehnung der Monarchie und das Eintreten für einen radikalen politischen Systembruch hin zu einer Republik mit allgemeinem Wahlrecht statt Zensuswahlrecht unterstrichen. Damit unterscheiden sich die Radikalen im 19. Jahrhundert von gemäßigten Liberalen, die für eine konstitutionelle Monarchie eintreten. Radikal ist aber auch die Wahl der Mittel, weil revolutionäre und somit gewaltsame Maßnahmen unter Umständen gebilligt wurden – so verteidigte die Partei die historischen Errungenschaften der Französischen Revolution einschließlich der Terreur. In diesem Zusammenhang muss berücksichtigt werden, dass die monarchistischen Strömungen in der dritten französischen Republik von 1870 bis zur Jahrhundertwende beachtliche Wahlergebnisse einfuhren. Die radikale Partei stand überdies vor allem für Laizismus und Antiklerikalismus, also eine Zurückdrängung der (katholischen) Kirche aus dem öffentlichen Leben.
Während der Dritten Republik wurden die Radikalen dann zu einer staatstragenden Partei, sie traten für den Erhalt des Privateigentums ein und verhielten sich meist prokolonial. Die soziale Frage wollte sie mittels moderater Reformen lösen. Auf der Agenda standen seit den 1890er-Jahren die progressive Einkommensteuer und die Einführung von Sozialversicherungen. Nicht untypisch für den Radikalismus ist seine Wandlungsfähigkeit, vor allem nach rechts. Bei Arbeitskämpfen schreckten Vertreter des Radikalismus zur Auflösung von Streiks nicht vor autoritären oder gewaltsamen Maßnahmen zurück. So im Falle des Bergarbeiterstreiks im Département Pas-de-Calais 1906, den Innenminister Georges Clemenceau, der aus dem radikal-sozialistischen Lager kam, mit militärischen Mittel niederschlagen ließ.
Die radikale Partei schloss im politischen Alltag verschiedene Bündnisse mit linken und rechten Parteien und war in allen möglichen Regierungskonstellationen vertreten. Vier Mal kam ein mehrheitsfähiges Linksbündnis zu Stande:
- 1902 im Bloc des gauches mit der sozialistischen SFIO und der damals zentristisch-republikanisch ausgerichteten Alliance démocratique, die sich später zur wichtigsten Mitte-rechts-Kraft im französischen Parteienspektrum entwickelte. Das Bündnis verfügte über 53 Prozent der Stimmen sowie über eine breite Mehrheit an Mandaten.
- 1924 im Cartel des gauches mit der sozialistischen SFIO. Mit nur 38 Prozent der Stimmen verfügte diese Allianz trotzdem über eine parlamentarische Mehrheit. Das Kartell blieb auch für die Wahlen von 1928 aufrecht und verlor relativ wenige Stimmen, die Mehrheitsverhältnisse wurden jedoch durch die Wahlarithmetik zu Gunsten der Konservativen umgekehrt.
- 1932 im Cartel des gauches mit der sozialistischen SFIO und kleineren sozialistischen Gruppen. Diesmal erreichte das Bündnis zwar 46 Prozent der Stimmen, die Mehrheit war auf Grund der inneren Zersplitterung des Cartel des gauches wesentlich fragiler.
- 1936 im Front populaire mit der sozialistischen SFIO und dem kommunistischen PCF. Letztere stellte keine Minister in der Regierung, unterstützte das Bündnis jedoch im Parlament, wo die Volksfront mit 57 Prozent der Stimmen beinahe über eine 2/3-Mehrheit an Mandaten verfügte.

## Wahlergebnisse der Radikalen Partei
- 1898: 7,8 %
- 1902: 32,8 %
- 1906: 28,5 %
- 1910: 32,1 %
- 1914: 34,8 %
- 1919: 17,9 %
- 1924: 17,9 %
- 1928: 17,8 %
- 1932: 19,2 %
- 1936: 14,5 %
- 1945: 10,5 %
- Juni 1946: 11,6 %
- November 1946: 11,1 %
- 1951: 10,2 %
- 1956: 11,0 %
- 1958: 8,3 %
- 1962: 7,8 %

Von 1945 bis 1956 kandidierte die Radikale Partei mit der Union démocratique et socialiste de la Résistance (UDSR) im Parteienbündnis Rassemblement des gauches républicaines.